# Acura ZDX
L'Acura ZDX est un SUV de type crossover du constructeur automobile japonais Acura lancé en décembre 2009. Par suite de faibles ventes, sa production a été arrêtée en fin d'année 2013.